# دریوی
دریوی یکی از دیوان و از جمله نیروهای شر است. وی دیو دریوزگی و گدائی است. در ویدیودات یا وندیداد و برخی از نامه های پهلوی از وی یاد شده است.